# Tremoço-branco

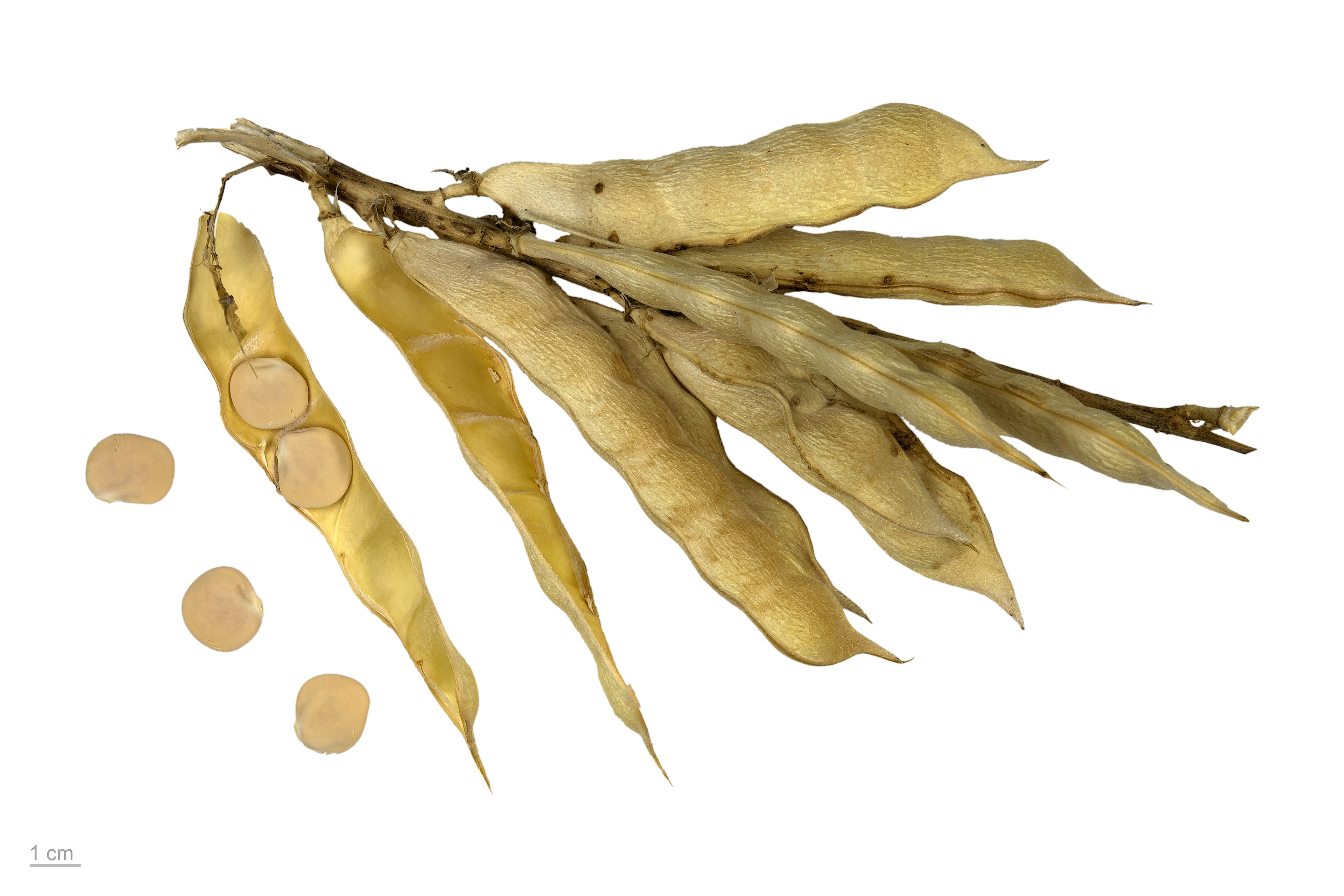
Lupinus albus - MHNT

O Lupinus albus, comummente conhecido como tremoço-branco ou tremoceiro-comum, é uma espécie de tremoço nativa da Europa que chega a medir cerca de 45 cm. Tais plantas possuem folhas digitadas, com folíolos obovados e oblongos, flores brancas em inflorescências eretas. Também são conhecidas pelos nomes de lupino-branco e tremoço-ordinário.

## Uso

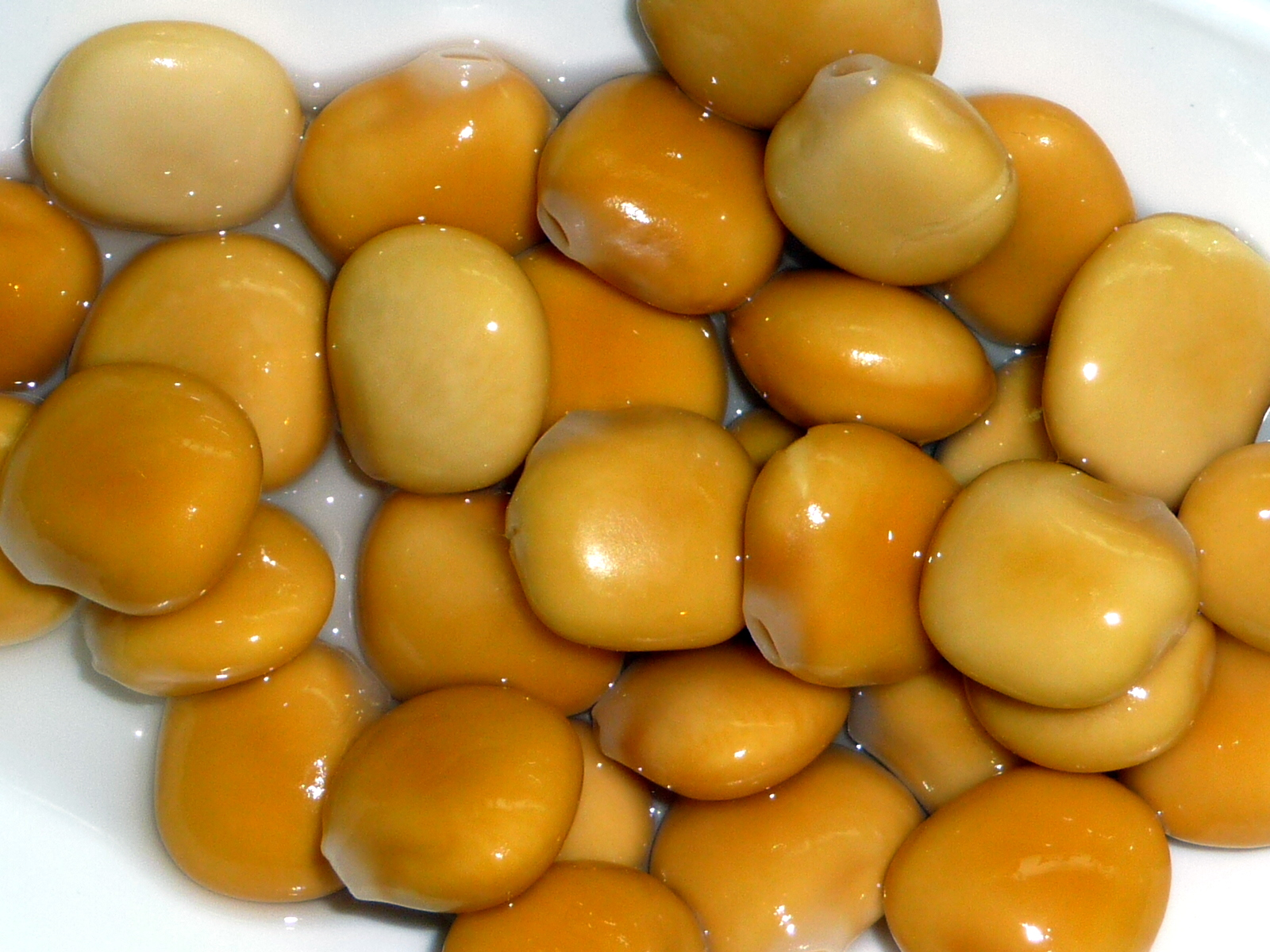
Sementes do tremoço.

Trata-se da variedade de tremoço mais comummente cultivada e consumida em Portugal.
Sendo certo que pode ser destinado à fertilização do solo ou para forragem de gado, o tremoço-comum é geralmente vendido e consumido em conserva como petisco ou aperitivo (acepipe), sendo muito comum em cervejarias de Portugal.

### Consumo humano e toxicologia
O tremoço in natura contém um aminoácido neurotóxico que o veda ao consumo humano, além de uma série de substâncias alcalóides dotadas de efeitos neurotóxicos e hepatóxicos do grupo da quinolizidina, como a lupanina, ou lupinina, mas isto só ocorreria com o consumo do grão fresco ou seco, e em grandes quantidades e por longos períodos.
Para poder consumir os tremoços sem risco, eles devem ser cozidos e depois cobertos de água mudada com frequência por diversos dias até perderem o seu amargo original, com a eliminação dos alcalóides. Assim preparados, os tremoços não oferecem qualquer risco à saúde.

## História e etnografia
Historicamente, o tremoço-comum era uma espécie espontânea em Portugal, sendo que, presentemente, se trata de uma espécie cultivada. 
Na tradição popular portuguesa, há a lenda de que o nome «Estremoz» terá provindo de um campo de tremoceiros, no meio do qual um grupo de desterrados se teria refugiado, para pernoitar, tendo decidido, posteriormente, fixar-se naquele local.  Nalgumas versões da lenda, reza que os desterrados proviriam de Castelo Branco e que o episódio teria ocorrido no reinado de D. Afonso III.
Ao fundarem uma povoação naquele espaço, pediram ao rei que lhes concedesse um foral e que no brasão figurassem as coisas que tinham primeiramente encontrado naquela terra: o sol, a lua, as estrelas e o tremoceiro.
Sendo que o nome Estremoz, nos conformes desta lenda popular, derivaria da palavra tremoço.